# Деласау, Вилимони
Вилимони Вангатабу Деласау (фидж. Vilimoni Waqatabu Delasau, родился 12 июля 1977 в Сорокабе) — фиджийский регбист, выступавший на позиции винга. Играл в клубах чемпионата Франции и в Супер 12, выступал за сборные Фиджи по регби-15 и регби-7. Считается одним из лучших крыльевых в истории регби-15 и регби-7: в сезоне 1998/1999 чемпионата Фиджи он занёс 82 попытки, что стало национальным рекордом.

## Биография
Уроженец города Ба. Начинал регбийную карьеру в чемпионате Фиджи (так называемом Кубке Digicel) за команду «Лаутока». В 1998 году дебютировал за сборную Фиджи по регби-7, в 1999 году был признан лучшим игроком минувшего сезона за занесение 82 попыток во всех встречах. Его персональный рекорд по числу попыток за матч по регби-7 составляет 6 попыток, а за турнир — 16 (опережает соотечественника Рупени Каукаунибука с 14 попытками). 30 июня 2000 года Деласау дебютировал в сборной по регби-15 матчем против США в Апиа.
В 2000—2002 годах Деласау играл за «Стад Монтуа». В 2002 году стал серебряным призёром в составе сборной Фиджи на Играх Содружества (турнир по регби-7), всего в  его активе 84 попытки в играх за сборную Фиджи по регби-7, что считается одним из ведущих достижений в сборной. В 2002 году переехал в Японию, где играл за «Ямаха Жубилу» в течение сезона, как его игрок выступал на чемпионате мира в Австралии в 2003 году. В составе сборной Фиджи по регби-7 играл на чемпионатах мира 2001 (бронзовые медали), 2005 (чемпион) и 2009 годов. В 2004—2006 годах числился игроком команды Кентербери в чемпионате провинций Новой Зеландии; также играл в Супер Регби за клубы «Крусейдерс» (2004—2005) и «Хайлендерс» (2005—2006). После небольшой передышки он переехал во Францию, где продолжал свою игровую карьеру: в составе «Клермон Овернь» играл в Топ-14 и Европейском кубке вызова. В Кубке Хейнекен 2007/2008 в игре против «Лондон Уоспс» Деласау занёс попытку, совершив забег протяжённостью в 90 метров по левому флангу и оторвавшись от трёх преследовавших его игроков «ос», а занесённая попытка была признана лучшей попыткой сезона.
В 2007 году Деласау со сборной Фиджи вышел в четвертьфинал чемпионата мира в Франции, в 2008 году провёл три матча за сборную тихоокеанских стран «Пасифик Айлендерс». По окончании контракта с клубом Деласау перешёл в «Монтобан», где играл два сезона, а в апреле 2010 года стал игроком «Тулузы» как своеобразный «медицинский джокер» в связи с обилием травм ведущих игроков команды. Причиной ухода из «Монтобана» стали также серьёзные финансовые задолженности, из-за которых команду оштрафовали очками и в итоге исключили из Топ-14. В «Тулузе» Деласау занёс свою первую попытку в игре против «Кастра», во втором матче. Карьеру игрока окончательно завершил в феврале 2012 года.

## Достижения
- Победитель Про Д2: 2002
- Чемпион Супер 12: 2005
- Чемпионат Франции:
  - Чемпион: 2011 (Тулуза)
  - Финалист: 2007, 2008 (Клермон Овернь)
- Чемпион мира по регби-7: 2005